# Вільгельм Крізоллі
Вільгельм Крізоллі (нім. Wilhelm Crisolli; 20 січня 1895, Берлін, Німецька імперія — 12 вересня 1944, Пістоя, Королівство Італія) — німецький воєначальник, генерал-лейтенант вермахту. Кавалер Лицарського хреста Залізного хреста.

## Біографія
4 серпня 1914 року вступив в Прусську армію. Учасник Першої світової війни. Після демобілізації армії залишений в рейхсвері. З 26 серпня 1939 року — командир 3-го батальйону 8-го стрілецького полку. Учасник Польської і Французької кампаній. З 3 червня 1940 року — командир свого полку. Учасник Балканської кампанії та Німецько-радянської війни. 31 січня 1942 року важко поранений і направлений на 6 тижнів в курортний лазарет Марієнбада, після чого 20 березня 1942 року був відправлений в резерв ОКГ. З 1 травня 1942 року — командир 13-ї стрілецької бригади. 30 жовтня 1942 року знову відправлений в резерв. З 1 грудня 1942 по 15 травня 1943 року виконував обов'язки командира 13-ї, з 20 травня по 27 червня 1943 року — 16-ї танкової, з 10 по 14 липня — 333-ї піхотної, з 25 липня по 22 серпня — 6-ї танкової дивізії. З 25 листопада 1943 року — командир 20-ї авіапольової дивізії. 12 вересня потрапив в засідку, влаштовану італійськими партизанами, отримав важку травму голови і загинув.

## Звання
- Фанен-юнкер (4 серпня 1914)
- Фенріх (1 травня 1915)
- Лейтенант (31 грудня 1915)
- Оберлейтенант (1 квітня 1925)
- Гауптман (1 лютого 1930)
- Майор (1 листопада 1935)
- Оберстлейтенант (1 серпня 1938)
- Оберст (1 серпня 1941)
- Генерал-майор (1 лютого 1944)
- Генерал-лейтенант (25 березня 1945, посмертно заднім числом від 1 вересня 1944)

## Нагороди
- Залізний хрест 2-го і 1-го класу
- Почесний хрест ветерана війни з мечами
- Пам'ятна військова медаль (Австрія) з мечами
- Медаль «За вислугу років у Вермахті» 4-го, 3-го, 2-го і 1-го класу (25 років)
- Медаль «У пам'ять 1 жовтня 1938 року»
- Застібка до Залізного хреста
  - 2-го класу (26 вересня 1939)
  - 1-го класу (8 жовтня 1939)
- Нагрудний знак «За танкову атаку»
- Лицарський хрест Залізного хреста (15 липня 1941)
- Медаль «За зимову кампанію на Сході 1941/42»